# 릭 샤피로

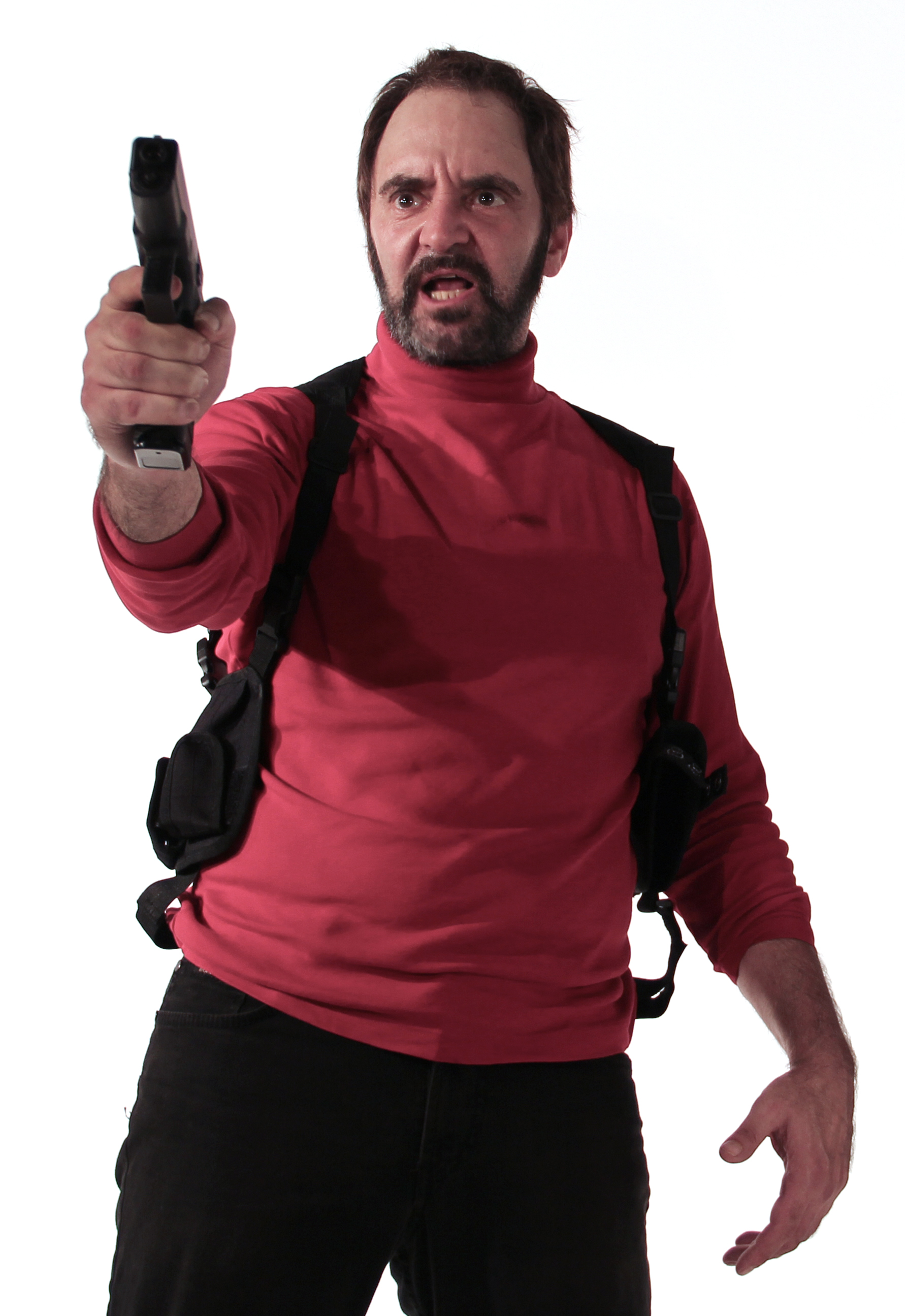

릭 셔피로(Rick Shapiro, 1969년 4월 13일 ~ )는 미국의 희극 배우, 텔레비전 배우이다.
뉴저지주에서 태어났다.

## 영화
- 하트, 베이비 (2017, Heart, Baby)
- 미들라이프 (2013년)
- 프로젝트 X (2011년)
- 럭키 루이 (2006년)
- 퓨어 데인저 (1996년)
- 신부는 왼손잡이 (1989년)